# 1796 Riga
1796 Riga è un asteroide della fascia principale del diametro medio di circa 73,83 km. Scoperto nel 1966, presenta un'orbita caratterizzata da un semiasse maggiore pari a 3,3484805 UA e da un'eccentricità di 0,0625465, inclinata di 22,66410° rispetto all'eclittica.
L'asteroide è dedicato alla capitale della Lettonia Riga.